# Dmitri Jefremov
Dmitri Vladislavovitsj Efremov (Russisch: Дмитрий Владиславович Ефремов) (Oeljanovsk, 1 april 1995) is een Russisch voetballer die bij voorkeur als rechtsbuiten speelt. Hij verruilde in 2013 Akademiya Tolyatti voor CSKA Moskou.

## Clubcarrière
Efremov debuteerde op 24 april 2012 voor FC Akademiya Tolyatti in de Russische tweede klasse tegen FC Gornyak Uchaly. In januari 2013 werd hij getransfereerd naar CSKA Moskou. Hij debuteerde voor CSKA Moskou in de Premjer-Liga op 9 maart 2013 tegen Krylja Sovetov Samara.

## Interlandcarrière
Efremov kwam  uit voor diverse Russische nationale jeugdelftallen. In 2013 debuteerde hij in Rusland -21.
2 Khellven ·
4 Rocha ·
5 Zdjelar ·
6 Moechin ·
7 Dávila ·
9 Tsjalov ·
10 Obljakov ·
14 Nababkin ·
17 Glebov ·
20 Koetsjajev ·
21 Fayzullaev ·
22 Gajić ·
27 Moisés ·
31 Kisljak ·
35 Akinfejev  ·
49 Torop ·
52 Bandikjan ·
68 Rjadno ·
72 Jermakov ·
77 Agapov ·
78 Divejev ·
80 Arboezov ·
86 Sjajchoetdinov ·
88 Méndez ·
90 Loekin ·
91 Zabolotny ·
Coach: Fedotov